# Efektywny kurs walutowy
Efektywny kurs walutowy, NEER (ang. Nominal Effective Exchange Rate) – przeciętny kurs waluty danego państwa uwzględniający strukturę płatności zagranicznych tego państwa.
Jest indeksem średnich ważonych kursu waluty krajowej względem walut krajów będących partnerami handlowymi. Udział poszczególnych kursów zależny jest od udziału danych krajów w wymianie handlowej, wagami są względne rozmiary handlu z danym krajem. W zależności od wyboru roku bazowego, wolumenu wymiany czy też partnerów handlowych kurs ten będzie się różnił.